# Lloydia longiscapa
Lloydia longiscapa là một loài thực vật có hoa trong họ Liliaceae. Loài này được Hook. miêu tả khoa học đầu tiên năm 1851.